# Davide Gariglio
Davide Gariglio (Torino, 3 aprile 1967) è un politico italiano.

## Biografia
Nato a Torino, dove si è diplomato al liceo classico Cavour e laureato in giurisprudenza all'Università di Torino con una tesi in diritto costituzionale, si è occupato di politica fin da giovane, venendo eletto per la prima volta come consigliere circoscrizionale a Torino (San Donato - Parella) per la Democrazia Cristiana nel 1990.
Dal 1996 al 2000 è stato consigliere del Dipartimento della funzione pubblica della Presidenza del Consiglio dei ministri; ha ricoperto anche ruoli dirigenziali in ambito di trasporto pubblico locale (consigliere per l'ATM, amministratore della ASP, presidente della SATTI), fino ad essere amministratore delegato di GTT dal 2003 al 2005.

### Elezione a consigliere regionale
Alle elezioni regionali in Piemonte del 2005 si candida con La Margherita, a sostegno dell'europarlamentare Mercedes Bresso, risultando eletto nel collegio di Torino con 10.146 preferenze in consiglio regionale del Piemonte, dove ne diventa presidente dell'aula. Rieletto nel medesimo collegio anche alle successive regionali piemontesi del 2010 nelle liste del Partito Democratico con 13.880 preferenze e a quelle del 2014 con 14.081 voti individuali. È stato presidente del Consiglio dei Comuni e delle Regioni d'Europa per il Piemonte.
È stato anche segretario regionale del PD in Piemonte dal 2014 al 2018.

### Elezione a deputato
Alle elezioni politiche del 2018 viene candidato alla Camera dei deputati, tra le liste del Partito Democratico nel collegio plurinominale Piemonte 1 - 02, risultando eletto deputato.
Alle elezioni politiche anticipate del 2022 viene ricandidato alla Camera nel collegio uninominale Piemonte 1 - 03 (Collegno), sostenuto dalla coalizione di centro-sinistra, dove ottiene il 31,2% dei voti e venendo sconfitto dalla candidata del centro-destra Elena Maccanti (39,94%), non conseguendo dunque la rielezione.

## Vicende giudiziarie
Indagato per il reato di peculato nell'ambito dell'inchiesta "Spese pazze" in Regione Piemonte della procura di Torino sui rimborsi dei gruppi regionali, dopo un'iniziale richiesta di archiviazione, viene in seguito sottoposto all'imputazione coatta: dopo la richiesta di giudizio abbreviato, viene infine assolto da ogni accusa.